# Abû Abdallah Ibn Akhî Hizâm al-Khuttalî
Abû Abdallah Ibn Akhî Hizâm al-Khuttalî, aussi connu sous le nom d′Ibn Akhî Hizâm al-Khuttalî, est un traducteur et auteur de traités d'hippiatrie qui a vécu à Bagdad, sur le territoire de l'Irak, au IXe siècle, sous le règne des Abbassides.

## Dénomination
En raison d'erreurs de signes diacritiques retranscrites par les copistes, il existe des variantes erronées dans le nom d'Ibn Akhî Hizâm (الختلــي), par exemple Hizam, Hazzâm, Huzâm et Khizâm.

## Biographie
Ibn Akhî Hizâm al-Khuttalî naît à Bagdad vers 825,. Une partie de sa famille exerce également dans l'hippiatrie, puisque son oncle Hizâm Ibn Ghâlib est aussi le maître des écuries du calife de Bagdad (sâhib khayl al-khalîfa) al-Mu’tassim (833-842), et son père Yaqûb al-Khuttalî a exercé comme hippiatre (baytâr) du calife al-Mutawakkil (847-861).
Ibn Akhî Hizâm fut vraisemblablement un maître d’équitation chargé de la gestion des écuries royales du calife abbasside al-Mu’tadid (892-902), ou bien pour celles du calife al-Mutawakkil (847-861) selon d'autres sources, vraisemblablement en raison d'une confusion entre le patronyme du père et celui du fils (al-Khuttalî).
Il termine vraisemblablement la rédaction de son œuvre Chevaux et hippiatrie vers 870. Il meurt à Bagdad à la fin du IXe siècle.